# Vincenzo Pinton
Vincenzo Pinton (* 14. března 1914 Vicenza – 8. dubna 1980 Benátky, Itálie) byl italský sportovní šermíř, který se specializoval na šerm šavlí. Itálii reprezentoval ve třicátých, čtyřicátých a padesátých letech. Na olympijských hrách startoval v roce 1936, 1948 a 1952 v soutěži jednotlivců a družstev. V soutěži jednotlivců získal na olympijských hrách 1948 stříbrnou olympijskou medaili. V roce 1950 obsadil druhé a v roce 1949 třetí místo na mistrovství světa v soutěži jednotlivců. S italským družstvem šavlistů vybojoval na olympijských hrách 1936, 1948 a 1952 stříbrné olympijské medaile a s družstev šavlistů získal tři tituly mistra světa (1947, 1949 a 1950).